# Innsbrucki járás
Az Innsbrucki járás az ausztriai Tirol tartomány kilenc járásának egyike. Székhelye Innsbruck, területe 1990,17 km², lakosainak száma 174 230 fő, népsűrűsége pedig 91 fő/km² (2021. január 1-jén).

## Közigazgatási beosztás
A járásban 63 község található.
Községek
- Absam (6 735)
- Aldrans (2 229)
- Ampass (1 674)
- Axams (5 589)
- Baumkirchen (1 151)
- Birgitz (1 324)
- Ellbögen (1 072)
- Flaurling (1 208)
- Fritzens (2 041)
- Fulpmes (4 202)
- Gnadenwald (729)
- Götzens (3 935)
- Gries am Brenner (1 287)
- Gries im Sellrain (581)
- Grinzens (1 342)
- Gschnitz (427)
- Hall in Tirol (12 895)
- Hatting (1 232)
- Inzing (3 524)
- Kematen in Tirol (2 557)
- Kolsass (1 550)
- Kolsassberg (748)
- Lans (926)
- Leutasch (2 220)
- Matrei am Brenner (3 500)
- Mieders (1 756)
- Mils (4 117)
- Mutters (1 990)
- Natters (1 846)
- Navis (1 951)
- Neustift im Stubaital (4 580)
- Oberhofen im Inntal (1 692)
- Obernberg am Brenner (361)
- Oberperfuss (2 843)
- Patsch (1 011)
- Pettnau (912)
- Pfaffenhofen (1 090)
- Polling in Tirol (965)
- Ranggen (983)
- Reith bei Seefeld (1 231)
- Rinn (1 676)
- Rum (8 876)
- Sankt Sigmund im Sellrain (170)
- Scharnitz (1 328)
- Schmirn (875)
- Schönberg im Stubaital (1 013)

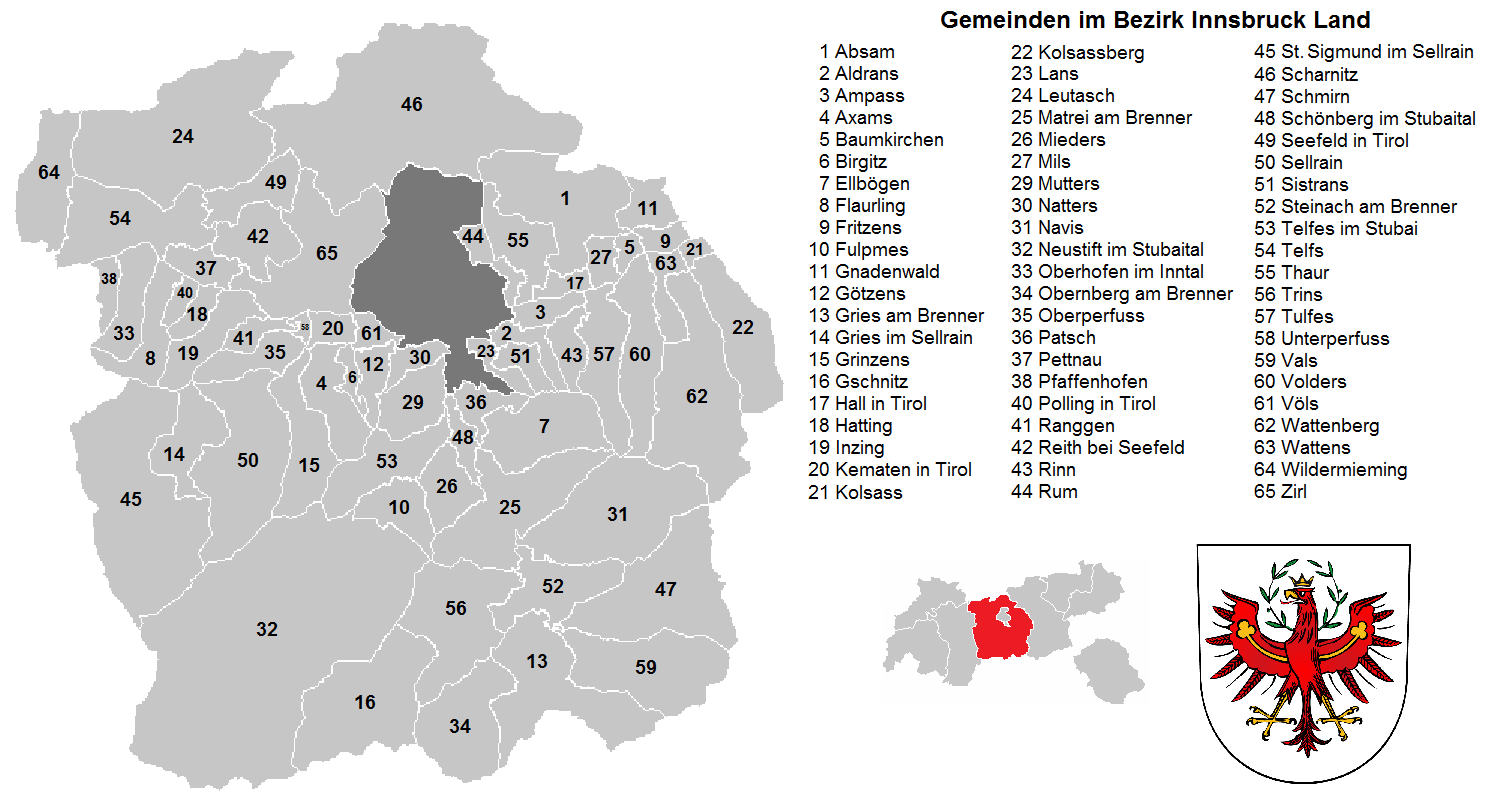
Az Innsbrucki járás települései

- Seefeld in Tirol (3 241)
- Sellrain (1 348)
- Sistrans (2 115)
- Steinach am Brenner (3 361)
- Telfes im Stubai (1 488)
- Telfs (14 736)
- Thaur (3 791)
- Trins (1 277)
- Tulfes (1 411)
- Unterperfuss (196)
- Vals (563)
- Volders (4 328)
- Völs (6 502)
- Wattenberg (715)
- Wattens (7 689)
- Wildermieming (871)
- Zirl (7 770)

## Fordítás
- Ez a szócikk részben vagy egészben  az   Innsbruck-Land District című angol Wikipédia-szócikk ezen változatának fordításán alapul.  Az eredeti cikk szerkesztőit annak laptörténete sorolja fel. Ez a jelzés csupán a megfogalmazás eredetét és a szerzői jogokat jelzi, nem szolgál a cikkben szereplő információk forrásmegjelöléseként.